# (367436) Sienne
Pour les articles homonymes, voir Sienne (homonymie).
(367436) Sienne, internationalement (367436) Siena, est un astéroïde de la ceinture principale.

## Description
(367436) Sienne est un astéroïde de la ceinture principale. Il fut découvert le 27 septembre 2008 à Taunus par Stefan Karge et Erwin Schwab. Il présente une orbite caractérisée par un demi-grand axe de 3,14 UA, une excentricité de 0,15 et une inclinaison de 4,1° par rapport à l'écliptique.
Il est nommé d'après la ville de Sienne en Italie.